# Культжугут
Культжугут — деревня в Исилькульском районе Омской области. Входит в состав Медвежинского сельского поселения.

## История
В 1928 г. хутор Кульджугутский состоял из 12 хозяйств, основное население — белорусы. Центр Кульджугутского сельсовета Исилькульского района Омского округа Сибирского края.

## Население
| 1926 | 2002 | 2010 |
| ---- | ---- | ---- |
| 66   | ↗244 | ↘84  |